# Vera Gedroitz
Vera Ignátievna Gedroitz (en ruso: Ве́ра Игна́тьевна Гедро́йц; 1870 - 1932) fue una princesa ruso-lituana, doctora en medicina, catedrática y la primera mujer cirujana de Rusia. Fue también una de las primeras mujeres docentes cirujanas en el mundo. Además fue escritora de prosa y poeta.

## Trayectoria
Gedroitz pertenecía a una familia noble lituana, los Giedroyć, que compartía sus orígenes con la más famosa familia Radziwiłł. Nació en Slobodishe (Oryol guberniya), en un ambiente rusificado. , y estudió cirugía en la Universidad de Lausana, en la clínica del profesor César Roux. 
Como quería continuar sus estudios y no podía en hacerlo en Rusia, Gedroits concertó un matrimonio de conveniencia con un amigo de San Petersburgo, Nikolai Belozerov. Aunque Gedroits era abiertamente lesbiana, ella y Belozerov mantenían una correspondencia activa, se veían con frecuencia y viajaban juntos. Ingresó en la Universidad de Lausana, donde se formó como cirujana en la clínica del profesor César Roux, graduándose en 1898. Obtuvo el título de Doctora en Medicina y Cirugía.
La enfermedad de sus padres y la muerte de su hermana llevaron a Gedroitz a regresar a Rusia en 1900.
Su trabajo en laparotomía durante la Guerra ruso-japonesa estuvo entre los primeros que consiguieron altas cotas de éxito. Esto provocó que el ejército ruso adoptara el procedimiento y fue causa de que se modificara la noción del tratamiento correcto de heridas abdominales penetrantes.
En 1909, Gedroitz fue trasladada al hospital de la corte en Tsárskoye Seló, donde trabajó como cirujana de la familia imperial. Durante esa época se unió al gremio de los poetas, publicando sus poemas bajo el seudónimo Sergei Gedroitz.
Tras la Revolución de Febrero, no huyó de Tsárskoye Seló, como hicieron muchos de sus parientes. Trabajó en el frente durante la Primera Guerra Mundial, pero se asentó finalmente en Kiev, con su pareja, la condesa Maria Nierodt.
Gedroitz trabajó activamente y escribió obras científicas en varios campos de la Medicina, como la oncología, la cirugía pediátrica y la endocrinología. En 1921 comenzó a enseñar en el Instituto de Medicina de Kiev. En 1923 fue seleccionada para el puesto de catedrática y en 1930 consiguió el puesto de decana de la facultad de cirugía.
Murió de cáncer en marzo de 1932 y fue enterrada en su ciudad natal.

## Legado
Gedroits desafió los procedimientos médicos establecidos a principios del siglo XX y su éxito en el tratamiento de heridas abdominales contribuyó a cambiar la política médica militar internacional. Se la recuerda como pionera en la aplicación de la laparotomía para el tratamiento de heridas abdominales en el frente de batalla. Fue una de las primeras cirujanas rusas y la primera mujer que llegó a ser catedrática de cirugía, la primera mujer que trabajó como médico militar, y la primera mujer que ejerció como médico en el palacio imperial.
El hospital de Fokino (Briansk) fue bautizado en honor de Gedroits y se dedicó una placa conmemorativa a su memoria frente al antiguo hospital del palacio de Tsarskoe Selo, en Pushkin.